# 気仙沼市立大島小学校
気仙沼市立大島小学校（けせんぬましりつ おおしましょうがっこう）は、宮城県気仙沼市高井にある公立小学校。

## 概要
2008年（平成20年）、ユネスコスクール協力校に加盟。 2022年（令和4年）-2023年（令和5年）、市教育委員会から海洋教育挑戦校の指定を受け特別の教育課程を編成している。

### 校歌
- 作詞：芦田 惠之助
- 作曲：田村 虎藏

## 沿革

### 略歴
1873年（明治6年）、公立大島小学校を高井古堂に開校する。その後、大島尋常小学校・大島尋常高等小学校・大島国民学校・大島村立大島小学校と改称し、1955年（昭和30年）に気仙沼市立大島小学校となる。 1973年（昭和48年）、開校100周年を迎えた。

### 年表
出典
- 1873年（明治6年）- 公立大島小学校を高井古堂に開校
- 1888年（明治21年）- 大島尋常小学校と改称
- 1889年（明治22年）- 大島尋常高等小学校と改称(現在地に移転）
- 1941年（昭和16年）- 大島国民学校と改称
- 1947年（昭和22年）- 大島村立大島小学校と改称
- 1955年（昭和30年）- 気仙沼市立大島小学校と改称
- 1972年（昭和47年）- 鉄筋コンクリート（3階）校舎完成
- 1973年（昭和48年）- 開校100周年記念式典挙行
- 1984年（昭和59年）- 屋内運動場改築完成
- 2002年（平成14年）- 西校舎大規模改修
- 2003年（平成15年）- 小中連携事業開始
- 2005年（平成17年）- 大島児童館開館
- 2008年（平成20年）- ユネスコスクール協力校に加盟
- 2011年（平成23年）- 東日本大震災発生
- 2020年（令和2年）- 3月から臨時休業(新型コロナウイルス感染症)
- 2021年（令和3年）- 5月まで臨時休業(新型コロナウイルス感染症)、6月学校再開
- 2022年（令和4年）- 海洋教育挑戦校の指定を受ける
- 2023年（令和5年）- 海洋教育挑戦校の指定を受ける、やまびこ杯争奪フットサル交歓大会優勝

## 学校行事
| - 4月 第1学期始業式、入学式 - 5月 運動会 - 6月 | - 7月 - 8月 - 9月 修学旅行 | - 10月 1学期終業式、2学期始業式 - 11月 - 12月 | - 1月 - 2月 - 3月 6年生を送る会、卒業式、修了式、離任式 |

## 通学区域
- 気仙沼市（行政区）[3]
  - 崎浜区・要害区・浅根区・長崎区・高井区・廻舘区・田尻区・浦の浜区・磯草区・新王平区・大初平区・外浜区・亀山区

## 進学先中学校
- 気仙沼市立鹿折中学校[3]

## 学区内の主な施設
- 気仙沼警察署 大島駐在所
- 大島郵便局
- 長崎漁港
- 浦の浜漁港
- 県道218号

## 交通
- ミヤコーバス大島線 大島学校前バス停から徒歩約3分